# Joëlle Hache
Pour les articles homonymes, voir Hache (homonymie).
Joëlle Hache est une monteuse française.

## Biographie
Avec 50 ans de carrière, Joëlle Hache a travaillé tant en argentique qu'en numérique. Elle a été assistante de Noëlle Boisson sur les deux premiers films Les bronzés puis chef monteuse sur Les spécialistes de Patrice Leconte qui la considère comme son bras droit. Elle a également influencé le choix de la musique de certains de ses films : Le parfum d'Yvonne, Monsieur Hire, Une promesse. Elle a refusé de monter le film Tango après avoir lu le scénario.
Elle est la compagne de Patrick Dewolfrencontré lors du tournage des Bronzés

## Filmographie partielle
- 1973 : La Valise de Georges Lautner
- 1977 : Pourquoi pas ! de Coline Serreau
- 1978 : Les Bronzés de Patrice Leconte (assistant rédacteur)
- 1979 : Les Bronzés font du ski de Patrice Leconte (assistant rédacteur)
- 1979 : Martin et Léa de Alain Cavalier
- 1981 : Vacances royales de Gabriel Auer
- 1983 : Les Yeux des oiseaux de Gabriel Auer
- 1984 : Marche à l'ombre de Michel Blanc
- 1985 : Les Spécialistes de Patrice Leconte
- 1987 : Tandem de Patrice Leconte
- 1988 : Camille Claudel de Bruno Nuytten
- 1989 : Monsieur Hire de Patrice Leconte
- 1990 : Le Mari de la coiffeuse de Patrice Leconte
- 1991 : Urga (Урга — территория любви) de Nikita Mikhalkov
- 1992 : IP5 de Jean-Jacques Beineix
- 1994 : Farinelli de Gérard Corbiau
- 1994 : Le Parfum d'Yvonne de Patrice Leconte
- 1995 : Les Péchés mortels (Innocent Lies) de Patrick Dewolf
- 1996 : Les Grands Ducs de Patrice Leconte
- 1996 : Ridicule de Patrice Leconte
- 1998 : B. Monkey
- 1998 : Une chance sur deux de Patrice Leconte
- 1999 : La Fille sur le pont de Patrice Leconte
- 2000 : La Veuve de Saint-Pierre de Patrice Leconte
- 2002 : L'Homme du train de Patrice Leconte
- 2002 : Rue des plaisirs de Patrice Leconte
- 2002 : Semana santa
- 2004 : À ton image
- 2004 : Confidences trop intimes de Patrice Leconte
- 2006 : Les Bronzés 3 de Patrice Leconte
- 2006 : Mon meilleur ami de Patrice Leconte
- 2007 : Les Toits de Paris de Hiner Saleem
- 2008 : Choisir d'aimer de Rachid Hami
- 2008 : Bouquet final de Michel Delgado
- 2009 : La Guerre des miss de Patrice Leconte
- 2011 : Voir la mer de Patrice Leconte
- 2011 : La Fille du puisatier de Daniel Auteuil
- 2012 : Un bonheur n'arrive jamais seul de James Huth
- 2012 : Toutes les nuits
- 2013 : Une promesse de Patrice Leconte
- 2014 : Itar el-layl
- 2014 : Une heure de tranquillité
- 2015 : Sangailes vasara
- 2015 : Les Deux Amis de Louis Garrel
- 2015 : Une nuit au Grévin (TV)
- 2022 : Maigret de Patrice Leconte
- 2023 : Un jour fille de Jean-Claude Monod
- 2025 : Belladone d'Alanté Kavaïté

## Récompenses et distinctions

### Nominations
- 1989	: César du meilleur montage pour Camille Claudel
- 1990	: César du meilleur montage pour Monsieur Hire
- 1991	: César du meilleur montage pour Le Mari de la coiffeuse
- 1997	: César du meilleur montage pour Ridicule
- 2000	: César du meilleur montage pour La fille sur le pont

### Décorations
- Officière de l'ordre des Arts et des Lettres. Elle est promue au grade d’officier le 13 septembre 2016[3].